# Adam Lonicer

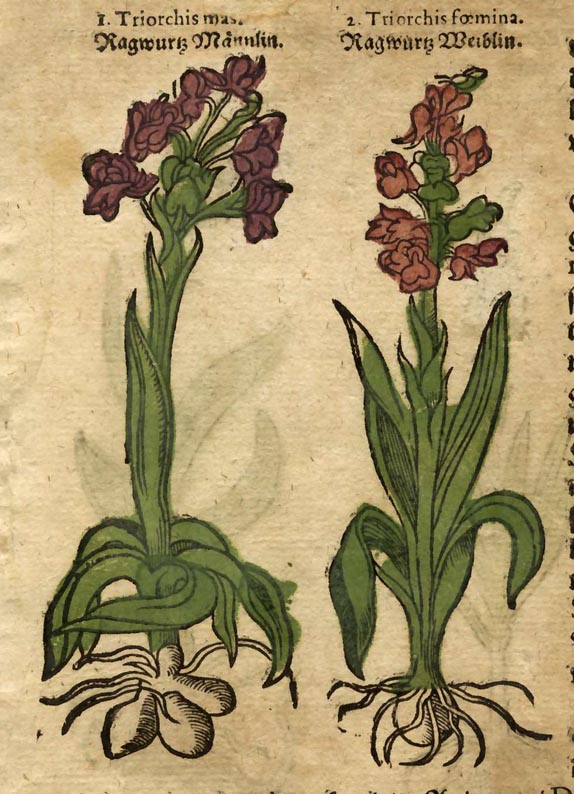
Placa de Kräuterbuch 1577

Adam Lonicer, Adam Lonitzer o Adamus Lonicerus (10 d'octubre de 1528 – 29 de maig de 1586) va ser un botànic alemany, notable per la seva versió revisada de l'herbari d'Eucharius Rösslin i per donar nom al gènere de xuclamels Lonicera.
Lonicer nasqué a Marburg, fill d'un teòleg i filòleg. Estudià a la Universitat de Mainz i va ser professor de matemàtica a la Universitat de Marburg i Doctor de Medicina el 1554. S'interessà principalment per la botànica i la seva primera obra important va ser el Kräuterbuch (1557), en gran part dedicada a la destil·lació. Influïren en Lonicer Jean Ruelle, Valerius Cordus, Pietro Andrea Mattioli, Hieronymus Braunschweig i Conrad Gessner.
Morí a Frankfurt am Main.

## Enllaços externs

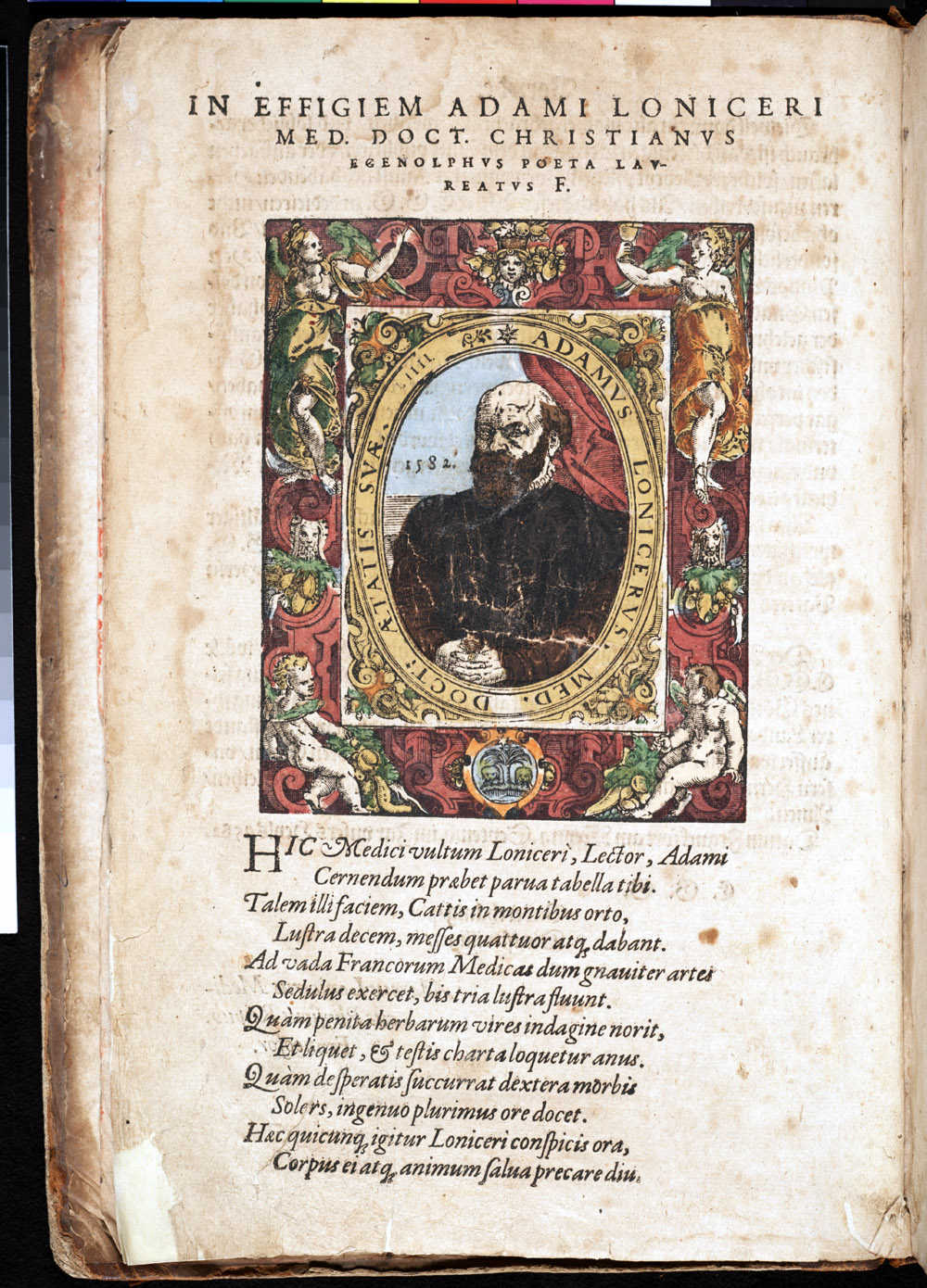
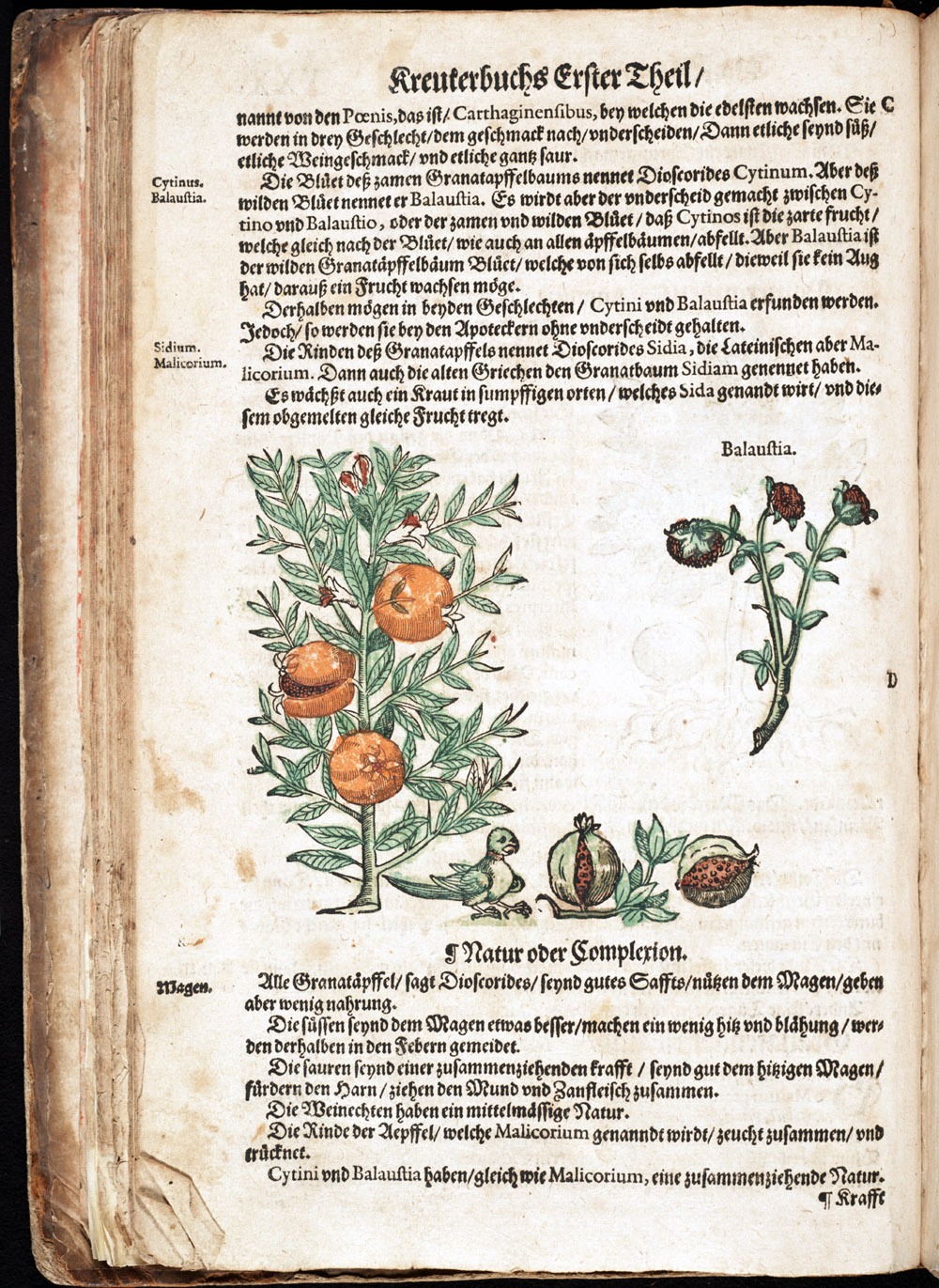
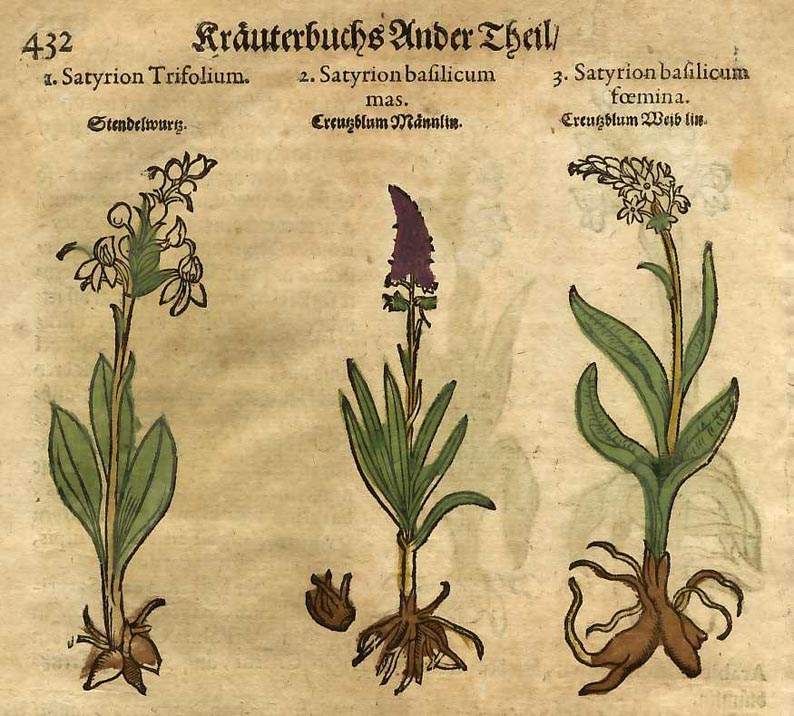